# Jean-Pierre Ponnelle
Jean-Pierre Ponnelle (Párizs, 1932. február 19. – München, 1988. augusztus 11.) francia operarendező.

## Pályafutása
Filozófiát, művészetet és történelmet Párizsban tanult, majd 1952-ben színházi tervezőként kezdte el karrierjét Werner Henze Boulevard Solitude c. operájával. Jelentős hatással volt rá Georges Wakhévitch művészeti szervező munkája, aki darabokat és ruhákat is készített a színház, a balett és az opera számára.
1962-ben Düsseldorfban rendezte meg első darabját, Wagner Trisztán és Izoldáját. 1981-ben a Bejrúti Fesztiválon is előadták az operát, melyet széles körben a történelem esztétikailag egyik legszebb alkotásának tartottak.
Munkái közé tartoztak színpadi előadások a Metropolitan és a San Francisco Operában, televíziós előadások (Pillangókisasszony 1974-ben, Mirella Freni és a fiatal Plácido Domingo említésre méltó szereplésével), valamint megfilmesített operák, mint a jól ismert Figaro házassága Karl Böhm karmester vezénylésében. Mozart akkoriban elhanyagolt Titus kegyelme c. darabja Ponnelle 1969-es rendezésének köszönhette, hogy visszakerült a repertoárba.
Előadásai sokszor megosztották a közönséget. 1986-os Aidáját Covent Gardenben, melyben a szokásos balett-táncosokat fiúk helyettesítették, a nézők kifütyülték, míg korábbi Don Pasquale-ja ugyanazon színházban elsöprő sikert aratott, csak úgy, mint számos az általa feldolgozott művekből.
1988-ban Münchenben halt meg egy balszerencsés esést követő tüdőembóliában. A zenekari árokba zuhant, miközben a Carment próbálta a Zubin Mehta vezette Izraeli Filharmonikus Zenekarral.
Fia Pierre-Dominique Ponnelle karmester, unokaöccse Jean Pierre Danel.

## Fordítás
Ez a szócikk részben vagy egészben  a   Jean-Pierre Ponnelle című angol Wikipédia-szócikk ezen változatának fordításán alapul.  Az eredeti cikk szerkesztőit annak laptörténete sorolja fel. Ez a jelzés csupán a megfogalmazás eredetét és a szerzői jogokat jelzi, nem szolgál a cikkben szereplő információk forrásmegjelöléseként.